# Scream VI
Scream VI ist ein US-amerikanischer Slasherfilm von Matt Bettinelli-Olpin und Tyler Gillett. Er bildet die Fortsetzung zu Scream und ist der sechste Teil der Scream-Reihe. Der Film stellt eine Gruppe Überlebender in den Mittelpunkt.
Der Kinostart in Deutschland erfolgte am 9. März 2023, in den USA startete er am 10. März 2023. Die Vorpremiere des Films fand am 8. März in den deutschen Kinos statt.

## Handlung
Die Filmprofessorin Laura Crane wird in New York City in eine dunkle Gasse neben einer Bar gelockt und dort von ihrem als Ghostface verkleideten Studenten Jason Carvey ermordet. Dieser plant mit seinem Freund Greg die Carpenter-Geschwister zu ermorden, doch zuhause findet er diesen ermordet vor. Kurz danach wird auch er von einem anderen Ghostface angegriffen und getötet.
Sam Carpenter spricht mit ihrem Psychiater Dr. Stone über ihre traumatischen Erlebnisse. Sie wurde im vergangenen Jahr in Woodsboro selbst von Mördern mit Ghostface-Maske verfolgt. Mit ihrer jüngeren Schwester Tara und den Zwillingen Chad und Mindy Meeks-Martin, die ebenfalls überlebt haben, ist sie für einen Neuanfang nach New York gezogen. Nach der Therapiesitzung folgt sie den Dreien zu einer Hausparty der Blackmore University, an der diese studieren. Auch Mindys Freundin Anika und Chads Mitbewohner Ethan sind dort. Sam ist Opfer einer Verschwörungstheorie, wonach sie selbst die letztjährigen Morde in Woodsboro begangen und Richie Kirsch beschuldigt haben soll.
Als die Freunde Fernsehberichte über die ersten neuen Morde verfolgen, ruft Sams Mitbewohnerin Quinn ihren Vater, den Detective Wayne Bailey an. Der Polizist holt Sam aufs Revier, weil ihr Ausweis und eine Maske am Tatort von Jasons Ermordung gefunden wurde. Auf dem Weg zur Polizei erhält sie einen Ghostface-Anruf von Richies Telefon. Der Killer taucht aber plötzlich auf und verfolgt sie in einen Kiosk. Dort setzen sie ihn außer Gefecht, indem sie ein Regal auf ihn fallen lassen; mit dem Eintreffen der Polizei ist er aber verschwunden. Auch dort wird eine Maske hinterlassen.
Während des Verhörs bei der Polizei treffen die Schwestern überraschend auf Kirby Reed. Die Überlebende einer früheren Woodsboro-Mordserie von 2011 arbeitet nun beim FBI und interessiert sich weiterhin für Ghostface. Vor dem Revier treffen die Schwestern auf die Reporterin Gale Weathers. Tara schlägt Gale, weil sie sich über deren neues Buch über die letztjährigen Morde ärgert. Wenig später wird Dr. Stone von Ghostface ermordet, der Sams Akte mitnimmt und eine weitere Maske zurücklässt.
An der Universität sprechen die Freunde über die aktuelle Mordserie. Horrorfilm-Expertin Mindy erklärt neue Regeln, weil es nun um das Franchise und nicht nur ein Sequel gehe. Demnach werden die Erwartungen in jedem Teil unterlaufen. Alles wird noch größer und extremer, was auch eine Enthauptung möglich mache. Jeder ist nun ein mögliches Opfer, auch Legacy-Charaktere wie die langjährige Verfolgte Sidney und Gale sind nicht in Sicherheit. Als Sam, Tara, Mindy und Chad in ihrer WG zusammensitzen und darüber reden, dass sie als „die furchtlosen Vier“ zusammenhalten, werden sie von Ghostface überrascht. Dieser hat zuvor Quinn und deren Freund Paul im Badezimmer getötet und dringt gewaltsam in die WG ein, wobei er Anika schwer verletzt. Sams neuer Freund Danny schiebt von der gegenüberliegenden Wohnung eine Leiter zu ihrem Fenster, über die sich Sam und Mindy retten. Anika stürzt jedoch in die Tiefe, als Ghostface an der Leiter wackelt. Auch dort werden Masken zurückgelassen.
Nach Quinns Tod wird Bailey der Fall entzogen. Gale hat in der Zwischenzeit mit einer investigativen Recherche ein verlassenes Kino entdeckt, das von Jason und seinem Freund gekauft worden sein soll. Als die Gruppe sich dort umsieht, findet sie lauter Andenken an die früheren Mordserien. Auf einer Bühne stehen Puppen in Ghostface-Umhängen, aber ohne die Masken. Diese wurden nämlich an den Tatorten in umgekehrter Reihenfolge der vorherigen Morde hinterlassen. Sam hat eine Vision von Billy Loomis, dem ersten Ghostface-Killer, der seit einem Jahr als ihr Vater bekannt ist.
Kirby versucht dem aktuellen Mörder eine Falle zu stellen. Während Sam und Tara durch einen Park gehen, ortet sie den Ghostface-Anrufer mit einer Fangschaltung. Dieser befindet sich aber an einer Adresse, die die Freunde als Gales Wohnung identifizieren. Sam und Tara eilen mit Baileys Polizeiauto dorthin. Im letzten Moment verhindern sie, dass Ghostface nach Gales Freund Brooks auch die Reporterin ersticht. Zuvor hatte Ghostface am Telefon an Gales ermordeten Lebensgefährten, den Polizisten Dewey Riley erinnert.
Die Freunde wollen sich nun mit Kirby in dem alten Kino treffen, um Ghostface in die Falle zu locken. Auf dem Weg dorthin werden sie an der U-Bahn-Haltestelle getrennt, sodass Mindy und Ethan den nächsten Zug nehmen. Da gerade Halloween gefeiert wird, sind viele Passagiere als Charaktere aus Horrorfilmen verkleidet, darunter auch mehrere mit Ghostface-Masken. Das nutzt der Killer, um Mindy in der Bahn niederzustechen. Im Kino hat Sam eine weitere Vision von Billy, der sie daran erinnert, niemandem zu trauen und nimmt sich sein originales Messer. Dann ruft Bailey an und erklärt ihr, dass Kirby psychisch labil und deshalb beim FBI entlassen worden sei. Sam sieht sich und die anderen nun in der Falle, weil der Eingang verschlossen ist.
Daraufhin eskaliert die Situation. Ghostface sticht auf Tara ein und greift mit einem zweiten Ghostface Chad an. Die Schwestern versuchen zu fliehen. Dann stehen sich Kirby und Bailey mit gezogenen Pistolen gegenüber. Nachdem Bailey Kirby niedergeschossen hat, enttarnt er sich als Ghostface. Unter zwei anderen Masken stecken seine Kinder Ethan und Quinn; die Ermordung letzterer war nur inszeniert, um den Verdacht von ihr abzulenken. Die Familie hat die neuen Morde durchgeführt, um sich für den Tod des ältesten Sohnes und Bruders Richie zu rächen. Im folgenden Kampf ersticht Tara Ethan, nachdem Sam sie von einer Brüstung hat fallen lassen, während diese Quinn erschießt. Anschließend streift sie sich Billys Ghostface-Kostüm über und ersticht auch Bailey. Als sich Ethan allerdings wieder erhebt und auf die Geschwister zustürmt, erschlägt Kirby ihn mit dem Fernseher, der vor Jahren Loomis’ Komplizen Stu Macher tötete.
Sam versöhnt sich mit Tara und verspricht ihr mehr Freiheit, woraufhin die Schwester verspricht, zur Therapie zu gehen. Mindy, Chad und Kirby haben die Angriffe überlebt und werden ins Krankenhaus gebracht. Sam wirft Billys Ghostface-Maske weg und geht mit Tara in die Stadt.

## Referenzen zum Franchise und anderen Horrorfilmen
Die Protagonisten von Scream VI sind die Überlebenden der vorherigen Mordserie aus dem fünften Teil. Hinzu kommen Kirby Reed als Überlebende aus Scream 4 und die in allen Teilen präsente Reporterin Gale Weathers. Andere Hauptdarsteller aus früheren Teilen werden kurz erwähnt (Sidney Prescott, Dewey Riley und die damaligen Mörder) oder haben einen Cameo-Auftritt (Billy Loomis). Typische Elemente wie die Diskussion über Horrorfilm-Regeln kommen auch in diesem Film vor. Die Straßennummer 96 an der U-Bahn-Haltestelle könnte eine Referenz auf das Erscheinungsjahr des ersten Films sein.
Außerdem gibt es Anspielungen auf andere bekannte Horrorfilme. Auf einem Plakat ist Psycho zu sehen und der Name eines Gebäudes erinnert an Nightmare on Elm Street. In der U-Bahn sind Fahrgäste wie der Clown Pennywise aus Es und das gruselige Mädchen aus Ringu verkleidet, auch sind einige Leute wie Michael Myers und Freddy Krueger angezogen. Außerdem ist der aus der Hellraiser-Reihe bekannte Pinhead kurz zu sehen. Darüber hinaus gibt es im Film eine kurze Diskussion zwischen Mindy und Kirby, welcher Horrorfilm aus den bekannten Reihen der beste ist. So antwortet Mindy auf die Frage, welcher Teil von Freitag der 13. ihr Favorit ist, Teil 2, während sich Kirby für Das letzte Kapitel entscheidet, da sie in Corey Feldman verliebt war. Vor dem Kino sieht man des Weiteren ein Graffito mit dem Satz „What‘s your favourite Horror Movie“. Die beliebte Frage von Ghostface an seine Opfer.

## Rezeption

### Kritiken
Christoph Petersen beschreibt den Film bei Filmstarts.de als „wahrhaft atemlosen Action-Horror, der diesmal zwar mehr auf spektakuläre Setpieces als auf Allein-mit-dem-Killer-im-Haus-Grusel setzt, dabei aber in Sachen (Meta-)Cleverness erneut voll abliefert“. Er kritisiert, dass die Regisseure aus dem größeren Schauplatz New York „enttäuschend wenig herausholen“, lobt aber, wie die Autoren „wieder mit den Regeln und der Historie der Reihe [jonglieren], dass einem die Ohren schlackern“ und wie sich die beiden Protagonistinnen „zu ihrer ganz eigenen Art von Badass-Heldinnen aufschwingen“.
Simone Lo Bartolo kommt bei GQ ebenfalls zu einem positiven Fazit: „Trotz altbekannter Formel wirkt der Film selten repetitiv oder besonders vorhersehbar. Die Geschichte zwischen Tara und Sam verleiht dem Film eine für das Genre überraschende Substanz. Klar steht das Slashen noch im Vordergrund – was es auch sollte – dennoch scheut der Film nicht davor zurück, der emotionalen Bindung der beiden Schwestern Bedeutung zu verleihen.“
Andreas Köhnemann sieht den Film in seiner Rezension bei Kino-Zeit hingegen „in einer Identitätskrise: Er will sich einerseits über toxische Fan-Kultur erheben und sich über Tropen des Horror- und Franchise-Kinos lustig machen, verfällt andererseits aber doch wieder in Althergebrachtes, um bloß keine Möglichkeit für einen One-Liner oder einen hübschen Gore-Effekt auszulassen.“
Auf Rotten Tomatoes wird der Film bisher basierend auf 154 Bewertungen mit 78 % Zustimmung bewertet; vom Publikum erhielt er eine Zustimmung von 93 %. Bei Metacritic wurde der Film mit einem Metascore von 62 aus 100 möglichen Punkten bewertet, basierend auf 44 Kritiken.

### Box Office
Mit den Preview-Vorstellungen am Donnerstag konnte Scream VI bereits 5,7 Mio. US$ einspielen, womit er den Wert seines Vorgängers aus dem letzten Jahr übertraf, der im selben Zeitraum 3,5 Mio. US$ einspielte.
Laut Projektionen soll der Film im Eröffnungswochenende zwischen 35 & 40 Mio. US$ einspielen.

### Auszeichnungen
Critics’ Choice Super Awards 2024
- Nominierung als Bester Horrorfilm
- Nominierung als Beste Schauspielerin in einem Horrorfilm (Jenna Ortega)[9]

MTV Movie & TV Awards 2023
- Auszeichnung als Bester Film
- Auszeichnung für den Besten Kampf (Courteney Cox gegen Ghostface)
- Nominierung als Bester Song (Still Alive – Demi Lovato)[10]

People’s Choice Awards 2024
- Nominierung als Bestes Filmdrama
- Nominierung als Beste Darstellerin (Jenna Ortega)
- Auszeichnung als Beste Darstellerin in einem Filmdrama (Jenna Ortega)[11]

Saturn-Award-Verleihung 2024
- Nominierung als Bester Horrorfilm

## Synchronisation
Die deutschsprachige Synchronisation entstand wie der Vorgänger bei der Iyuno-SDI Group Germany in Berlin, das Dialogbuch und die Dialogregie verantwortete ebenfalls Nico Sablik. Neben den wiederkehrenden Sprechern übernahm auch Tanya Kahana ihre Rolle aus dem vierten Teil.
| Rolle                    | Schauspieler       | Synchronsprecher     |
| ------------------------ | ------------------ | -------------------- |
| Gale Weathers            | Courteney Cox      | Madeleine Stolze     |
| Kirby Reed               | Hayden Panettiere  | Tanya Kahana         |
| Samantha „Sam“ Carpenter | Melissa Barrera    | Patrizia Carlucci    |
| Tara Carpenter           | Jenna Ortega       | Magdalena Montasser  |
| Chad Meeks-Martin        | Mason Gooding      | Amadeus Strobl       |
| Mindy Meeks-Martin       | Jasmin Savoy Brown | Giovanna Winterfeldt |
| Detective Wayne Bailey   | Dermot Mulroney    | Charles Rettinghaus  |
| Quinn Bailey             | Liana Liberato     | Özge Kayalar         |
| Ethan Landry             | Jack Champion      | Tom Ferenc           |
| Danny Brackett           | Josh Segarra       | Valentin Stilu       |
| Anika Kayoko             | Devyn Nekoda       | Josephine Martz      |
| Dr. Christopher Stone    | Henry Czerny       | Till Hagen           |
| Jason Carvey             | Tony Revolori      | Sebastian Fitzner    |
| Laura Crane              | Samara Weaving     | Giuliana Jakobeit    |
| Billy Loomis             | Skeet Ulrich       | Florian Halm         |
| Richard „Richie“ Kirsch  | Jack Quaid         | Hannes Maurer        |
| Stimme von Ghostface     | Roger L. Jackson   | Kai Taschner         |

## Hintergrund und Produktion
Noch vor der Veröffentlichung von Scream 4 hatte Kevin Williamson bereits Ideen für einen fünften sowie einen sechsten Teil, wollte jedoch die Zahlen des Box Office abwarten und daran die Möglichkeit einer Fortsetzung festbinden; wenig später verwarf er jedoch diese Ideen und erklärte, dass er kein Teil der Reihe mehr sein werde. Im Januar 2022 bekundeten das Regie-Duo sowie David Arquette und Neve Campbell ihr Interesse, die Reihe fortzusetzen, Courteney Cox schloss sich der Meinung ihrer Co-Stars wenig später an. Einen Monat später gab Spyglass Media Entertainment grünes Licht für den nun sechsten Film, während Bettinelli-Olpin sowie Gillett erneut mit der Regie betraut wurden, wobei James Vanderbilt und Guy Busick wieder das Drehbuch schrieben.
Kurz nach der Ankündigung der Fortsetzung wurde im Mai 2022 die Rückkehr von Melissa Barrera, Jenna Ortega, Jasmin Savoy Brown und Mason Gooding bekannt, welche ihre jeweiligen Rollen aus dem Vorgänger erneut verkörpern. Auch Hayden Panettiere kehrte nach ihrem Auftritt in Scream 4 als Kirby Reed zurück.
Nach Andeutungen im Rahmen verschiedener Interviews bestätigte Cox im Juni 2022, dass sie die Rolle der Gale Weathers ein weiteres Mal aufnimmt, während Campbell zum ersten Mal nicht am Film beteiligt ist, da sie die angebotene Gage als zu gering erachtete. Außerdem übernahm Dermot Mulroney die Rolle des Polizisten Wayne Bailey. Kurze Zeit später schlossen sich Jack Champion, Liana Liberato, Devyn Nekoda und Josh Segarra sowie Samara Weaving, Tony Revolori und Henry Czerny der Besetzung an. Im Dezember 2022 bestätigten die Regisseure, dass Roger L. Jackson abermals als US-Stimme von Ghostface fungiert. Skeet Ulrich und Jack Quaid traten ebenso wieder in ihren Rollen auf, allerdings in Form von kleinen Cameo-Auftritten.
Die Dreharbeiten zur Fortsetzung starteten am 10. Juni 2022 in Montreal, Kanada und wurden im August 2022 beendet; als Produzenten sind wieder die Verantwortlichen aus dem fünften Teil, William Sherak, James Vanderbilt und Paul Neinstein an Bord sind. Als ausführende Produzenten agierten Chad Villella, Cathy Konrad und Marianne Maddalena sowie Williamson. Vertrieben wird der Film erneut durch Paramount Pictures.
Ursprünglich angekündigt für den 31. März 2023, wurde der Kinostart des Films im November 2022 auf den 10. März 2023 vorgezogen. In Deutschland erfolgte der Start des Films bereits am 9. März, wobei einen Tag vorher die Vorpremiere stattfand. Im Dezember 2022 wurde neben einem ersten Teaser mit Scream VI der offizielle Titel enthüllt. Am 6. März 2023 feierte der Film Weltpremiere im AMC Lincoln Square Theatre.
Mit einer Laufzeit von mehr als zwei Stunden ist es der längste Film aus der Reihe. Außerdem ist es der erste Scream-Film, der in 3D gezeigt wird. Die Regisseure gaben an, dass der wenige Monate zuvor veröffentlichte Film Avatar: The Way of Water bei ihrer Entscheidung für 3D eine wichtige Rolle gespielt habe.

## Fortsetzung
Laut einem Bericht von ScreenGeek hat das Filmstudio Paramount bereits vor dem Start von Scream VI einen siebten Teil in der Filmreihe angekündigt. Die Dreharbeiten für Scream 7 sollen demnach 2023 beginnen, als Regisseur war anstelle des Duos Bettinelli-Olpin und Gillett Christopher B. Landon im Gespräch.
Dieser wurde jedoch durch Kevin Williamson ersetzt, während das Drehbuch von Guy Busick stammt und Neve Campbell als Sidney Prescott zurückkehrt. Neben ihr sind ebenfalls Courteney Cox, Mason Gooding, Jasmin Savoy Brown und Roger L. Jackson sowie Scott Foley, Matthew Lillard und David Arquette Teil der Fortsetzung, in neuen Rollen sind unter anderem Isabela Merced und Joel McHale zu sehen. Der Kinostart wurde auf den 27. Februar 2026 festgelegt.